# Solanum medians
Espèce
Classification phylogénétique
Solanum medians est une espèce de plante herbacée tubéreuse appartenant au genre Solanum et à la famille des Solanacées, originaire des Andes.
Cette espèce de pomme de terre sauvage, proche de la pomme de terre (Solanum tuberosum), est classée comme celle-ci dans la section Petota du genre Solanum. Elle en diffère par son niveau de ploïdie, c'est en effet une espèce diploïde alors que la pomme de terre cultivée est tétraploïde.
Synonymes :
- Solanum sandemanii Hawkes,
- Solanum weberbaueri Bitter.

## Description
Solanum medians est une plante herbacée buissonnante, de 40 à 50 cm d haut, aux tiges robustes partiellement pigmentées de rose-violet. Les stolons, charnus, peuvent atteindre 1 m de long et portent à leur extrémité des tubercules blanc-jaunâtre de 3 à 5 cm. Les feuilles, vert foncé, poilues à leur face inférieure sont imparipennées, avec 2 à3 paires de folioles latérales séparées par des foliolules intercalaires, et une foliole terminale beaucoup plus grande que les autres. Les fleurs violettes ou pourpre foncé ont une corolle arrondie de 3 à 4 cm de diamètre.

## Distribution
Solanum medians est une plante endémique de la région andine du sud-ouest de l'Amérique du Sud : régions côtières du Pérou (Ancash, Arequipa, Ayacucho, Huancavelica, Lima, Moquegua, Tacna) et du Chili (Antofagasta, Tarapacá).
On la trouve dans une formation végétale typique de ces régions montagneuses à faible pluviométrie, appelée la loma, où elle pousse en saison d'hiver en compagnie d'autres solanées tubéreuses, dont Solanum chancayense, Solanum immite, Solanum mochiquense, Solanum neoweberbaueri, Solanum wittmackii.

## Utilisation
Solanum medians, que l'on peut hybrider artificiellement avec la pomme de terre après haploïdisation, est pour celle-ci une source de variabilité génétique. Elle compte des gènes de résistance à différents agresseurs biotiques de la pomme de terre comme les virus PVX, PVM  et PVS, le virus de l'enroulement, le viroïde de la maladie des tubercules en fuseau, la galle verruqueuse, la pourriture annulaire bactérienne, la teigne (Phthorimaea operculella), le nématode doré (Globodera rostochiensis).